# H. G. Wells
Herbert George Wells, gyakran csak H. G. Wells (Anglia, Bromley, 1866. szeptember 21. – London, 1946. augusztus 13.) angol író, aki főleg a science fiction műfajban írt műveiről ismert (például Világok harca, A láthatatlan ember, Dr. Moreau szigete). A világirodalom egyik legtermékenyebb írója, aki szinte minden létező műfajban alkotott.
Nyíltan védelmezte a (nyugati típusú) szocialista nézeteket, sok műve tartalmaz politikai, vagy szociális jellegű utalásokat. Késői művei egyre politikusabbak és didaktikusabbak lettek, ma már jobbára csak korai science fiction regényeit olvassák széles körben.
Hugo Gernsbackkel és Jules Verne-nel együtt „a science fiction atyjának” tartják.

## Élete

### Ifjúkora
Herbert George Wells Kent megyében, Bromleyban, a High Street 47 alatti Atlas Házban született, Joseph Wells korábbi kertész, akkor boltos és krikettjátékos és felesége, Sarah Neal korábbi szolgálólány negyedik, utolsó gyermekeként. A család az elszegényedett alsó középosztályba tartozott. Egy örökség folytán porcelánboltot vásárolhattak, de gyorsan rá kellett jönniük, hogy ez nem lesz jól menő vállalkozás, mert az árukészlet megkopott volt, az üzlet elhelyezkedése pedig rossz. A szerény megélhetést csak más jövedelemforrások segítségével tudták biztosítani maguknak, Joseph például krikettütőket és krikettlabdákat adott el a meccseken, ahol játszott, és a játékért is kapott kisebb-nagyobb összegeket. (Ez is bizonytalan kereset volt, mert profi krikett ekkor még nem létezett, és a játékosokat adományokból, vagy a rendező klub előteremtette szerény összegekből fizették.)
Hétéves korában, 1874-ben a gyermek Wells eltörte a lábát, hetekre ágyba került és ez a baleset fontosnak bizonyult későbbi sorsát illetően: rákapott az olvasásra, kíváncsivá vált a mindennapi életétől eltérő világokra, sőt megszületett benne az írás vágya. Ugyanebben az évben kezdte el Thomas Morley privát kereskedelmi iskoláját. Az iskola kevés dologra koncentrált a copperplate stílusú kalligrafikus kézírási stílus és a kereskedők számára hasznos ismeretek oktatásán kívül. Wells 1880-ig járt ebbe az iskolába. Korábban, 1877-ben újabb, a család életét erősen befolyásoló baleset történt: apja eltörte a combcsontját, ami véget vetett krikettkarrierjének, megfosztva a családot bevételei egy fontos részétől.
Anyagi nehézségeik miatt a szülők inasnak adták a fiukat. 1881 és 1883 közt Herbert a Southsea Drapery Emporium szövetkereskedés inasa volt, ami kevés örömmel szolgált a számára. Itt szerzett tapasztalatait az inasok sanyarú sorsáról és a világ javai elosztásának igazságtalanságáról később felhasználta The Wheels of Chance és Kipps című regényeiben.
Szülei sohasem voltak különösen jó viszonyban egymással (anyja hívő protestáns, apja szabadgondolkodó volt). Amikor anyja visszatért régi foglalkozásához, és szobalány lett egy sussexi vidéki házban, Upparkban, alkalmazásának egyik feltétele az volt, hogy családját nem vihette magával. Ettől kezdve Herbert szülei külön éltek, bár nem váltak el, és más párkapcsolatra sem léptek. Herbert nem állta meg a helyét a szövetboltban, majd egy kémikus segédjeként sem, és rossz tapasztalatokat szerzett tanársegédként is, és mindannyiszor – mint később elmesélte – „A rosszpénz visszatért!” mondatra érkezett vissza anyjához Upparkba arra az időre, amíg más foglalkozást nem kerítettek a számára. Szerencséjére az upparki háznak kitűnő könyvtára volt, és megengedték neki, hogy az olvasásba merüljön.

### Továbbtanulás
1883-ban munkaadója elbocsátotta azzal, hogy elégedetlen a munkájával, és Wells örömmel vált meg a segédi állástól. Ugyanebben az évben a West Sussex-i Midhurst általános iskolájában lett segédtanár, majd ösztöndíjat nyert Londonba, a Normal School of Science nevű tudományos felsőoktatási intézménybe (a későbbi Royal College of Science, ma az Imperial College része), ahol Thomas Henry Huxley-tól, Darwin követőjétől tanult biológiát. Végzősként részt vett a Royal College of Science Association nevű tudományos egyesület megalapításában (1909-ben elnöke is lett). 1887-ig tanult az intézményben heti 21 shillinges ösztöndíjjal.
Beiratkozása után röviddel csatlakozott az intézmény vitaköréhez. Már ezekben az években megformálódtak gondolatai a társadalom megreformálásáról. Platón az Állam című művének tanulmányozása után a korabeli szocialista eszmék irányába fordult, amelyeket például az 1884-ben alakult Fabiánus Társaság fejtett ki, vagy a Kelmscott Házban adott szabad előadásaiban William Morris. Wells részt vett a The Science School Journal című tudományos iskolaújság megalapításában is és ebben saját nézeteit is kifejthette az irodalomról és a társadalomról. Miután sikerrel letette biológiai és fizikai vizsgáit, a kevésbé kedvelt geológiából megbuktatták, ami ösztöndíjának elvesztésével járt.
Miután jövedelem nélkül maradt, Mary nagynénje, édesapja unokatestvére vette magához. Wells szerelmes lett a nagynéni lányába, Mary Wellsbe, és 1891-ben feleségül vette.

### Házasságai és viszonyai
1894-ben elhagyta Isabel Mary Wellst egy diákjáért, Amy Catherine Robbinsért, akit 1895-ben feleségül vett. Két fiuk született: 1901-ben George Philip ('Gip') és 1903-ban Frank Richard.
Újabb házassága alatt számos viszonya volt, többek közt az amerikai születési szabályozási aktivista Margaret Sangerrel. 1909-ben lánya született, Anna-Jane, Amber Reeves írónőtől, akinek a szüleivel a Fábiánus Társaságban találkozott, 1914-ben pedig egy fia, Anthony West, a regényíró és feminista Rebecca Westtől, aki 26 évvel fiatalabb volt nála. Bár Amy Catherine tudott ezeknek a viszonyoknak legalább egy részéről, haláláig, 1927-ig Wells házastársa maradt.
„Sohasem voltam nagy amoroso” – írta Wells 1934-ben Experiment in Autobiography („Kísérlet önéletrajzra”) című írásában, „habár többeket szerettem nagyon mélyről”.

### Író

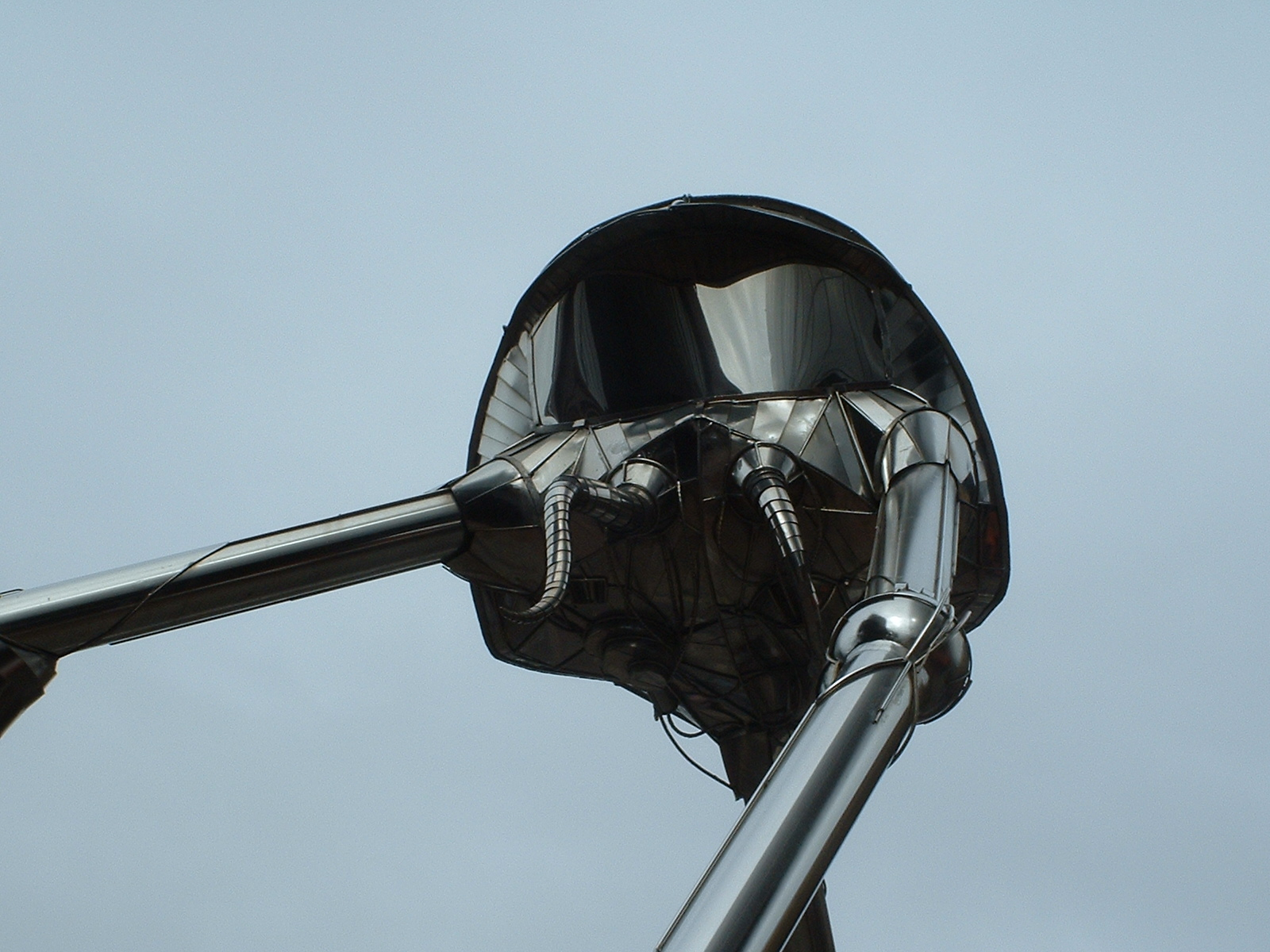
Tripod Wells tiszteletére készült szobra a Világok harcából Woking városközpontjában

Wells első könyvsikere az „Anticipations” (1901) volt. Eredetileg részekben jelent meg „Kísérlet a jövendőmondásra” alcímmel, és Wells legegyértelműbben jövővel foglalkozó művének tartják. Elképzelve a világot 2000-ben, a könyv érdekes, mind az azóta igazolódott találatai, mind a tévedései miatt. A találatok közé tartoznak például olyan társadalmi folyamatok előrejelzése, mint hogy a javuló közlekedésnek köszönhetően a lakosság egy része elhagyja a nagyvárosokat, hogy a morális korlátok lazulnak a szexuális szabadság iránti igény növekedése miatt, a német militarizmus bukása vagy egy egységes európai államalakulat létrejötte. Voltak benne természetesen mellélövések is: azt várta, hogy 1950 előtt nem lesz valódi repülőgép, és azt írta: „az én képzeletemben egy tengeralattjáró semmi másra nem képes, mint arra, hogy a tengerbe fullassza a legénységét és a feltalálóját”.
A maguk korában a scientific romance műfajába sorolt korai regényei – mint Az időgép, a Dr. Moreau szigete, A láthatatlan ember, a Világok harca, az Emberek a Holdban, a The Sleeper Awakes – jó néhány maradandó új témát vezettek be a science fiction irodalomba. (Mindből film is született, kivéve a The Sleeper Awakes-t.) Írt nem fantasztikus regényeket is, amelyek elismerést arattak, mint a Kipps és az Edward-kori hirdetéseket kigúnyoló Tono-Bungay.
Több tucat novellát írt, amelyek közül a legismertebb A vakok országa (1904). Az új gyorsító című novellája ihlette a Star Trek A gondolatnál sebesebben (Wink of an Eye) című epizódját.
Még a Tono-Bungayban is, amely nem science fiction regény, apró, de következetes szerepet játszik egy olyan tudományos fogalom, mint a radioaktív bomlás. Ugyanez már sokkal nagyobb szerepet kapott A fölszabadult világ című írásában (1914), amely Wells egyik legnagyobb találata a jövőt illetően. A kor tudósai már ismerték azt a jelenséget, hogy a rádium évezredeken át energiát sugároz ki, alacsony intenzitással, de végösszegében nagyon nagy mennyiségben. Wells regénye egy olyan találmányról szól, amely felgyorsítja a radioaktív bomlás folyamatát és amelynek segítségével olyan bombát hoznak létre, amely nem nagyobb erővel robban fel, mint a normál robbanóanyag, de ezt napokig teszi. „A korai huszadik század embere számára semmi sem lehetett nyilvánvalóbb” – írta – „mint a háború lehetetlenné válásának gyorsasága… de nem ébredtek erre rá addig, amíg ügyetlen kezükben fel nem robbant az atombomba.” Szilárd Leó később elismerte, hogy a láncreakció elméletének kidolgozásában inspirálta a Wells-regény.

### Politikai tevékenysége
A nacionalizmus, amely ma uralkodik a világon, olyan mint egy berúgott, rikoltozó falurossza, aki mindenkin él, hangosabban ordít és mindenkit kiver a kocsmából, amíg végre őt rúgják ki s ekkor mindenki elcsodálkozik azon, miért is tűrték meg idáig.
Szocialistának tartotta magát, de számos vitája volt más szocialistákkal, így például a marxistákkal. Egy ideig a Fabiánus Társaság tagja volt, de nézetei radikálisabbnak bizonyultak, mint a fabianusoké, ezért szakított velük. A Munkáspárt képviselőjelöltje volt az 1922-es és 1923-as általános választásokon, de soha sem azonosult teljesen ezzel a párttal sem. A világállam létrejöttének szükségességét hirdette. Az ő világállama tervezésre épül, megszünteti a nacionalizmust, elősegíti a tudomány fejlődését és az egyén előremenetelét kizárólag érdemei és nem születési körülményei alapján biztosítaná. Elképzelései szerint a világállam nem a parlamentáris demokrácia elveire épül majd és az érdemi kérdésekben való döntést fenntartotta volna a megfelelő tájékozottsággal rendelkező tudósoknak, mérnököknek stb. Viszont az egyén szabadságát végig nagyon fontos értéknek tartotta. Politikai hatása, irodalmi népszerűsége ellenére, korlátozott maradt és a negyvenes évekre ő maga is csalódott elveiben.

## Művei
Fontosabb művei (az eredeti címekkel, a Gutenberg Projekt weboldalán megtalálható műveket * jelzi):
- The Chronic Argonauts (1888)
- Textbook of Biology (1893)
- Honours Physiography, közös mű R.A. Gregory-vel, (1893)
- Select Conversations with an Uncle (1895)
- Az időgép (1895)*
- The Wonderful Visit (1895)
- Az ellopott bacilus és más történetek (1895)*
- Dr. Moreau szigete (1896)*
- The Red Room (1896)*
- The Wheels of Chance (1896)*
- The Plattner Story, and Others (1897)
- A láthatatlan ember (1897)*
- Certain Personal Matters (1897)
- The Crystal Egg – short story (1897)
- The Star – short story, Graphic, Christmas (1897)*
- Világok harca (1898)*
- When the Sleeper Wakes (1899) (későbbi címe The Sleeper Awakes, 1910)*
- Love and Mr Lewisham (1900)*
- The First Men in the Moon (1901)*
- Anticipations (1901)
- The Sea Lady (1902)
- The Discovery of the Future (1902)
- Mankind in the Making (1903)*
- Twelve Stories and a Dream (1903)
- The Scepticism of the Instrument – Az Oxford Philosophical Society ülésén 1903. november 8-án felolvasott előadás részlete)
- The Food of the Gods and How It Came to Earth (1904)*
- Kipps: The Story of a Simple Soul (1905)
- A Modern Utopia (1905)*
- In the Days of the Comet (1906)*
- The Future in America (1906)
- Faults of the Fabian (1906)
- Socialism and the Family (1906)
- Reconstruction of the Fabian Society (1906)
- This Misery of Boots (1907)
- New Worlds for Old (1908)
- The War in the Air (1908)*
- First and Last Things (1908)*
- Ann Veronica (1909)*
- Tono-Bungay (1909)*
- Mr. Polly lázadása (1910)*
- The Sleeper Awakes (1910)* – A When the Sleeper Wakes javított kiadása
- The New Machiavelli (1911)*
- The Country of the Blind and Other Stories (1911)*
- The Door in the Wall and Other Stories (1911)
- Floor Games (1911)*
- Marriage (1912)
- Little Wars (1913)*
- The World Set Free (1914)*
- Bealby (1915)
- The Research Magnificent (1915)*
- Mr. Britling Sees It Through (1916)
- God the Invisible King (1917)*
- War and the Future (1917)*
- The Soul of a Bishop (1917)*
- The Outline of History I, II 1920, 1931, 1940 (1949, 1956, 1961, 1971)
- A Short History of the World (1922)
- The Secret Places of the Heart (1922)*
- Men Like Gods (1923)
- Christina Alberta's Father (1925)
- The World of William Clissold (1926)
- Meanwhile (1927)
- Mr Blettsworthy on Rampole Island (1928)
- The Open Conspiracy (1928)
- The Science of Life (1930)
- The Outline of Man's Work and Wealth (1931)
- The Shape of Things to Come (Mi lesz holnap? A jövő regénye) (1933)
- What Are We To Do With Our Lives? (1933)
- An Experiment in Autobiography (1934) Önéletrajzi mű
- Star-Begotten (1937)
- The New World Order (1940)
- Crux Ansata (1943)

## Magyarul

### 1919-ig
- Világok harcza. Mars-lakók a Földön. Regény; ford. Mikes Lajos; Lampel, Bp., 1900 k. (Magyar Könyvtár. Angol elbeszélők tára)
- Mikor az alvó ébred. Regény, 1-2.; ford. Mikes Lajos; Singer-Wolfner, Bp., 190? (Egyetemes Regénytár)
- Az időgép; ford. Mikes Lajos; Lampel, Bp., 1900 (Magyar könyvtár) Online elérhetőség
- Dr. Moreau szigete. Regény; ford. Mikes Lajos; Lampel, Bp., 1901 (Magyar Könyvtár)
  - (Szörnyetegek szigetén címen is)
- A láthatatlan ember. Fantasztikus regény; Légrády Testvérek, Bp., 1902 (Legjobb Könyvek)
- Kósza lelkek. Két csudálatos történet; ford. Farkas Klára Lampel, Bp., 1909 (Magyar Könyvtár)
- Új világ a régi helyén, 1-2.; ford. Mikes Lajos; Lampel, Bp., 1911
- Tengerkisasszony. Vázlat, holdfényben; ford. Karinthy Frigyes; Athenaeum, Bp., 1913 (Modern Könyvtár)
  - (A tengeri tündér címen is)
- Az elcserélt élet s egyéb történetek; ford. Benedek Marcell; Lampel, Bp., 1914 (Magyar Könyvtár)
- A tapasztalatlan kísértet és egyéb fantasztikus történetek; ford. Szekszárdi Irén; Galantai, Bp., 1917 (Galantai könyvtár)
- Hoopdriver úr kalandja; ford. Mikes Lajos; Athenaeum, Bp., 1918 (Olcsó regény)
  - (A szerencse kerekei címen is)
- A gyémántcsináló és egyéb történetek; ford. Dunay Zoltán; Lampel, Bp., 1918 (Magyar Könyvtár)
- A csodaszer. Fantasztikus szerelmi regény; ford. Tábori Kornél; Herczka, Bp., 1918
- The star / A csillag. Az eredeti teljes szöveg és hű fordítása; ford. Király György; Lantos, Bp., 1919 (Kétnyelvű klasszikus könyvtár)

### 1920–1944
- Akik otthon maradtak; ford. Szinnai Tivadar; Pantheon, Bp., 192? (Frontregények)
  - (Mr. Britling címen is)
- Emberek a Holdban. Regény; ford. Mikes Lajos; Athenaeum, Bp., 1920
- A szenvedélyes barátok. Regény; ford. Mikes Lajos; Lampel, Bp., 1920
- A vörös szoba. Az eredeti teljes szöveg és hű magyar fordítása; ford. Mikes Lajos; Lantos, Bp., 1920 (Kétnyelvű klasszikus könyvtár)
- A csillag és egyéb elbeszélések; ford. Darvay Ilona; Athenaeum, Bp., 1921 (Modern Könyvtár)
- Az új Machiavelli, 1-2.; ford. Tonelli Sándor; Lampel, Bp., 1921
- A tenger útonállói. Az eredeti teljes szöveg és hű magyar fordítása; ford. Gyulai Ágost; Lantos, Bp., 1921 (Kétnyelvű klasszikus könyvtár)
- 2100. Mese az eljövendő időkről; ford. Esty Jánosné; Singer-Wolfner, Bp., 1921 (Milliók Könyve)
- A civilizáció megmentése; ford. Rácz Béla; Dick, Bp., 1922
- A világ története; ford. Laczkó Géza; Kultúra, Bp., 1922 (A kultúra Iskolája)
- A nagy katasztrófa. 1914-1920; ford. Tonelli Sándor; Franklin, Bp., 1922 (Kultúra és tudomány)
- A fölszabadult világ; ford. Havas Lajos; Népszava, Bp., 1922
  - (A felszabadult világ címen is)
- A pókok völgye; ford. Désy Tamás; Regényfüzér, Bp., 1923
- Házasság, 1-2.; ford. Tonelli Sándor; Lampel, Bp., 1923
- A szerelem és Lewisham úr. Regény; ford. Tonelli Sándor; Lampel, Bp., 1923 (H. G. Wells művei)
- A Holdban! Fantasztikus regény; Érdekes Újság, Bp., 1924 (Legjobb Könyvek)
- A mélyben és más elbeszélések; ford. Murányi Győző; Haladás, Kolozsvár, 1924
- Az álom; ford. Kiss Dezső; Genius, Bp., 1924 (A regényírás művészei)
- A világtörténet alapvonalai. Az élet és az emberiség történetének tüköre; közrem. Ernest Barker, ford. Kiss Dezső, Lambrecht Kálmán, függelék Lambrecht Kálmán, Pethő Sándor; Genius, Bp., 1925
- Tono-Bungay. Regény; ford. Rényi Artúr; Pantheon, Bp., 1925 (A regény mesterei)
- Emberistenek; ford. Karinthy Emília; Lampel, Bp., 1925 (H. G. Wells művei)
- Amikor az üstökös eljön; ford. Rényi Artúr; Pantheon Irodalmi Intézet, Bp., 1925 ("Magyar Hirlap" könyvek)
- Ugh-lomi. Történet a Kőkorszakból; ford. Schmidt József; Népszava, Bp., 1925
- Az istenek eledele; ford. Rényi Artúr; Pantheon, Bp., 1925 (A regény mesterei)
- Bealby; ford. Szinnai Tivadar; Genius, Bp., 1925 (Olcsó akció)
- A láthatatlan ember. Fantasztikus regény; Tolnai, Bp., 1925 (Tolnai regény-sorozata)
- Krisztina Alberta apja; ford. Kiss Dezső; Franklin, Bp., 1926 (H. G. Wells művei)
- A szív titkos kamrái; ford. Kiss Dezső; Franklin, Bp., 1926 (H. G. Wells művei)
- Óriások világa. Fantasztikus regény; átdolg. Tábori Kornél; Singer-Wolfner, Bp., 1926 (Milliók könyve)
- Kipps. Egy jámbor lélek története; ford. Szinnai Tivadar; Pantheon, Bp., 1926 (A regény mesterei)
- Anna Veronika. Regény; ford. Esty Jánosné; Pantheon, Bp., 1926
- A tengeri tündér; ford. Kiss Dezső; Genius, Bp., 1926 (Olcsó akció)
  - (Tengerkisasszony címen is)
- William Clissold világa. Regény; ford. Szinnai Tivadar; Pantheon, Bp., 1927 (A regényírás mesterei)
- A láthatatlan ember. Regény; ford. Berend Miklósné; Pantheon, Bp., 1927 (A regény mesterei)
- Mr. Britling. Regény; ford. Szinnai Tivadar; Pantheon, Bp., 1927 (A regény mesterei)
  - (Akik otthonmaradtak címen is)
- Egyelőre. Egy lady arcképe. Regény; ford. Gaál Andor; Pantheon, Bp., 1927 (A regény mesterei)
- Joan és Péter, 1-4.; ford. Kiss Dezső; Franklin, Bp., 1927 (H. G. Wells művei)
- Csodálatos történetek; ford. Lovik Károly; Pantheon, Bp., 1927 (A regény mesterei)
- A művészetek fejlődése. Az irodalom, zene s képzőművészetek történetének áttekintése a legrégibb időktől napjainkig; ford. Kiss Dezső; Genius, Bp., 1927
- A halhatatlan tűz; ford. Kiss Dezső; Franklin, Bp., 1927 (H. G. Wells művei)
- Szenvedélyes barátok, 1-2.; ford. Róna Imre; Pantheon, Bp., 1928 (A kiválasztottak)
- Mr. Polly lázadása. Regény; ford. Gaál Andor; Pantheon, Bp., 1928 (H. G. Wells reprezentatív regénysorozata)
- Élet és kaland; ford. ifj. Lovik Károly; Pantheon, Bp., 1928 (H. G. Wells reprezentatív regénysorozata)
- Mr. Lewisham és a szerelem. Regény; ford. Szinnai Tivadar; Pantheon, Bp., 1928 (H. G. Wells reprezentatív regénysorozata)
- A püspök lelke. Regény; ford. Tonelli Sándor; Franklin, Bp., 1928 (H. G. Wells művei)
- Az igazi király. Filmszöveg; ford. Görög Imre; Pantheon, Bp., 1928 (A kiválasztottak)
- A nyílt összeesküvés. A demokrácia revíziója és egyéb tanulmányok; ford. Rózsa Dezső; Pantheon, Bp., 1929
- Mr. Blettsworthy a kannibálok szigetén. Kalandos regény; ford. Szinnai Tivadar; Pantheon, Bp., 1929 (A kiválasztottak)
- A világtörténet alapvonalai; közrem. Ernest Barker et al, ill. J. F. Horrabin, ford. Kiss Dezső, Lambrecht Kálmán; 3., művészetek fejlődésével bőv. kiad.; Genius, Bp., 1930
- Az élet csodái. H. Wells, Julian Huxley, George Philip Wells nagy biológiája, 1-3.; ford. Lambrecht Kálmán; Pantheon, Bp., 1930
- Mi lesz holnap? A jövő regénye; ford. Schöpflin Aladár; Athenaeum, Bp., 1933
- Egy test, két lélek. Regény; ford. Benedek Marcell; Dante, Bp., 1934 (Halhatatlan könyvek)
- Önéletrajz; ford. Pálóczi Horváth György; Athenaeum, Bp., 1935
- A csodatevő ember. A modern Faust. Két filmregény; ford. Tábori Pál; Rózsavölgyi és Társa, Bp., 1937
- A póruljárt varázsló; Modern Könyv-, Színpadi, Zeneműkiadó és Lapterjesztő, Bp., 1943

### 1945–1989
- Vakok völgye; Pantheon, Bp., 1945 (A regény mesterei)
- Dolores. Regény; ford. Pánczél Lajos; Szocialista Könyvbarátok, Bp., 1945
- Az emberiség jövője. Homo sapiens. Nyugodt elősorolása azoknak a dolgoknak, amelyek most történnek vele és azoknak a közvetlen lehetőségeknek, amelyekkel szemben áll; ford. Fülöp Zsigmond; Káldor, Bp., 1947
- Nem lehetsz elég óvatos; ford. Sándorházy Lajos; Anonymus, Bp., 1947
- A láthatatlan ember. Regény; Testvériség-Egység, Noviszád, 1952
- Az istenek eledele. Regény; ford., utószó Szinnai Tivadar; Szépirodalmi, Bp., 1954 (Olcsó könyvtár)
- The lost inheritance / Az elveszett örökség; ford. Bányász György; Terra, Bp., 1958 (Kétnyelvű kis könyvtár)
- A bűvös bolt. Elbeszélések; vál. Borbás Mária; ford. Görgey Gábor, Ruzitska Mária, utószó Görgey Gábor; Európa, Bp., 1959
- A vakok országa. Elbeszélések; vál. Borbás Mária; ford. Fóthy János et al.; Európa, Bp., 1969 (Európa zsebkönyvek)
- A szerencse kerekei / Mr. Polly; ford. Szepessy György; Európa, Bp., 1970
  - (Hoopdriver úr kalandja címen is)
- Világok háborúja. A híres Orson Welles rádiójáték; átdolg. Howard Koch, ford. Szikszay Ilona, szerk., bev. Szekfű András; in: Hadley Cantril: Támadás a Marsról. Tanulmány a pánik pszichológiájáról; közrem. Hazel Gaudet, Herta Herzog; MRT Tömegkommunikációs Kutatóközpont, Bp., 1970 (MRT Tömegkommunikációs Kutatóközpont szakkönyvtár)
- Kipps, egy jámbor lélek története; ford. Szepessy György; Európa, Bp., 1971 (A világirodalom remekei)
- A bűvös bolt és más elbeszélések; vál. Borbás Mária, ford. Fóthy János et al.; Európa, Bp., 1973 (A világirodalom remekei)
- H. G. Wells–Thorbjörn Egner: Tomi és az elefánt; ford. G. Beke Margit; Móra, Bp., 1975
- Jack London: Ádám előtt; ford. Szász Imre / H. G. Wells: Kőkori történet; ford. Tótfalusi István; Móra, Bp., 1985
- A láthatatlan ember. Groteszk románc; ford. Benedek Mihály; Gondolat, Bp., 1986
- Az ellopott test; ford. Görgey Gábor, Kádár Tamás; Európa, Bp., 1989

### 1990–
- Szörnyetegek szigetén. Dr. Moreau; ford. Rózsa György; Móra, Bp., 1990 (Örökzöld könyvek)
- Az időgép; ford. Ruzitska Mária; in: Utazások az időgéppel; szerk. Futaki József; Móra, Bp., 1990
- Dr. Moreau szigete; ford. Rózsa György; jav. kiad.; Gladiátor, Bp., 1996 (H. G. Wells művei)
  - (Szörnyetegek szigetén címen is)
- Kicsiny háborúk. Játék tizenkettő és százötven éves kor közötti ifjak, valamint az értelmesebb, a fiús játékokat és könyveket kedvelő leányok számára. Függelékben a Hadijátékkal; ford., jegyz., utószó Molnár F. Tamás; Alexandra, Pécs, 1997
- Túlvilági utazás; vál., szerk. Hunyadi Csaba; ford. Görgey Gábor et al.; Szukits, Szeged, 1998
- Világok harca. Regény; ford. Mikes Lajos, Szikszay Ilona; LAZI, Szeged, 1998
- The magic shop / A bűvészbolt; ford. Lovik Károly; Noran, Bp., 2000 (Kentaur könyvek)
- Világok harca; ford. Mikes Lajos, átdolg. Juhász Viktor; Ulpius-ház, Bp., 2005
- A láthatatlan ember alapján; rajz Bhupendra Ahluwalia, átdolg. Sean Taylor, ford. Németh Dorottya, Diószegi Dorottya; Ventus Libro, Bp., 2011 (Klasszikusok képregényben)
- Dr. Moreau szigete; ford. Mikes Lajos, átdolg. Weisz Böbe; Alinea, Bp., 2017 (Klasszik sorozat)
- A felszabadult világ; Havas Lajos ford. felhasználásával Tarcsa Zoltán; Multiverzum, Bp., 2023 (Retrofuturista könyvek)
  - (A fölszabadult világ címen is)

## Külső hivatkozások
- H. G. Wells művei a Magyar Elektronikus Könyvtárban
- Szilárd Leó és H. G. Wells kapcsolata

Életrajzok
- H. G. Wells: The Man and the Author. Roman Allemann angol nyelvű életrajza (2000).
- "H. G. Wells". Az Encyclopædia Britannica Online életrajza.